# Combo Ayouba
Combo Ayouba est un militaire comorien, impliqué dans plusieurs coups d'État. 

## Biographie
Originaire de l'île d'Anjouan, il est formé par le mercenaire français Bob Denard dans les années 1980 en Afrique du Sud. 
En 1992, il participe aux Comores à une tentative de coup d'État qui ne réussit pas, il est alors emprisonné.
En tant que capitaine, il prend part au coup d'État de septembre 1995 à Moroni qui renverse le Président Saïd Mohamed Djohar ; il dirige alors le Comité militaire de transition.
En septembre 2001, alors qu'il est devenu chef d'état-major adjoint de l'armée comorienne, il tente de prendre le pouvoir à Anjouan.
Il est assassiné à son domicile le 13 juin 2010. Il était alors chef de corps au sein de l'armée nationale de développement (AND).

## Enquête et procès
En aout 2010, trois sous-officiers sont suspectés d'avoir participé à ce meurtre et arrêtés. Peu après, le général Salimou Mohamed Amiri, chef de l'armée, est limogé et inculpé puis placé en résidence surveillée dans l'attente du procès. En 2012, la cour d'assises de Moroni acquitte ces quatre militaires,.
En 2017, le Président Azali Assoumani demande la réouverture d'une enquête et le procureur général de Moroni envisage un nouveau procès.